# Lápida vadiniense de Vado Nebira
La lápida vadiniense de Vado Nebira (probablemente Vado Biracidegino, aunque existen otras posibles interpretaciones del nombre) es una inscripción funeraria grabada en un soporte lítico de cuarcita, encontrada en Remolina y que se expone en la actualidad en el Museo Etnográfico Comarcal de Riaño.

## Hallazgo y ubicación
Fue encontrada en Remolina hacia 1950 en la zona de las Conjas/SanRoque. El hallazgo fue realizado por José Rodríguez, natural de Remolina y vecino de Huelde, y su hijo Ángel, mientras araban la tierra que era de su propiedad, estando durante un tiempo la piedra apoyada en el muro de la finca. Sin embargo, en los últimos años, a raíz de su vuelta a Riaño, ha comenzado a circular la versión de que fue encontrada por un obrero de la cuadrilla de “los Tordos” de Riaño, que trabajaba en la construcción del puente Remolina, en el verano de 1955. En cualquier caso, la lápida fue donada o vendida –no hay información clara al respecto– y llevada a Bilbao, donde estuvo durante más de 20 años en el salón del piso bilbaíno del ingeniero civil Antonio Aguirre Andrés, acompañándole hasta su muerte en 1978. Hasta que en 2010, gracias a los contactos del Museo Etnográfico y la Asociación Riaño Vive con la familia, fue devuelta a su zona de origen por su hija Esperanza Aguirre Azpeitia. En la actualidad la lápida se encuentra expuesta en el Museo Etnográfico Comarcal de Riaño. 
En Remolina, en la misma zona,ya fue encontrada también otra lápida, perteneciente al vadiniense Tridio Alonge, expuesta en el Museo de León.

## Descripción de la lápida
El texto escrito que se observa en la lápida es la siguiente:

D M  VADONEBI  RACIDEGINO  ANEMIDIF VA  AN XXX LUGVA CA  DDECVN AM  ICO SVO POSIT   H S E

La interpretación del texto sería: D(is) M(anibus) / Vadone Bi / racidegino / Anemidi f(ilio) Va(diniensi) / an(norum) XXX Lugua Ca / ddecun am / ico suo pos(u)it / h(ic) s(itus) e(st).
Variante: Vado Nebi/ra Idegino.
La traducción del texto podría ser: A los Dioses Manes, dedicado a Vado Biracidegino, hijo de Anemido, vadiniense de 30 años. Se lo puso su amigo Lugua de los Cadecos. Aquí yace.
Como es habitual en los epitafios vadinienses el frecuente uso de abreviaturas, la falta de separación entre las palabras y los errores gramaticales hacen con frecuencia difícil la interpretación de lo escrito, siendo habituales las discrepancias. Como todas las lápidas vadinienses está escrita en un latín rústico. Las letras de tipo capital están grabadas a surco, bien trazadas y algo disconformes en tamaño. No tiene puntos de interpunción pero sí un nexo en la línea 4 (VA) y otro en la línea 5 (AN). Las letras A carecen de travesaño.
El encabezamiento a los dioses Manes, se halla entre dos hederas –hojas de hiedra– y entre el nombre del difunto y su gentilicio hay otra hedera que sirve de interpunción –cosa excepcional en los epitafios vadinienses–. Como ocurre en un buen número de estelas vadinienses, al final del texto tiene grabado de forma incisa un caballo esquemático. Asimismo, en la parte superior, antes del texto, hay grabada una especie de flecha de difícil interpretación. Este tipo de adornos son frecuentes en las lápidas vadinienses, representando las hederas la vida eterna, y el caballo el espíritu del fallecido.
La datación de la lápida se sitúa en la segunda mitad del siglo II d. C.